# 中部防衛司令部
中部防衛司令部（ちゅうぶぼうえいしれいぶ）は、1937年から1940年まであった日本陸軍の組織である。国土防空のために日本の内地に3つ置かれた防衛司令部の一つで、中部地方西部・近畿地方・四国地方・中国地方東部を管轄した。所在地は大阪市。中部軍司令部に転換して廃止された。

## 中部防衛司令部の設置
防衛司令部は、日本ではじめて防空のために置かれた司令部である。1935年5月25日制定（29日公布、8月1日施行）の昭和10年軍令陸第8号で制定された防衛司令部令により、東京に東部防衛司令部、大阪に中部防衛司令部、小倉に西部防衛司令部が置かれることになった。しかし年内に発足したのは東部防衛司令部だけで、残る2つは1937年（昭和12年）8月1日の開始を予定した。編成管理の担当は大阪にある第4師団司令部で、所在地は第4師団司令部の一部にすると予定された。
1937年（昭和12年）7月から予算1400円をあてて師団司令部庁舎の一部を模様替えし、8月4日に中部防衛司令部が事務を開始した。この発足時点では防空計画を立てる権限しかなかったが、11月27日制定（29日公布、12月1日施行）の昭和12年軍令陸第8号による防衛司令部令改定で、防空に関する指揮権が与えられた。防空の指揮権は、中部地方西部から中国地方東部・四国地方にまたがる中部防空管区に及んだ。別に警備管区も設けられ、こちらは大阪府周辺の第4師管に限り、第4師団にかわって中部防衛司令部が警備権限を持った。
司令官・参謀長は最初期を除き専任であったが、司令部の人員の一部は師団司令部との兼任者であった。

## 防空に関する民間指導
中部防衛司令部は大阪外事部を下部組織として持ち、民間団体の指導と取締にあたらせた。新聞・通信・雑誌の指導および取締、ラジオ放送・映画・催し物唐の指導、ニュース報道、一般講演などである。

## 思想動向調査
中部防衛司令部は、大阪周辺の政治情勢、日本労働総同盟や社会大衆党など労働組合や無産政党、また右翼団体の動向を陸軍省に報告していた。
1940年（昭和20年）1月4日に、中部防衛司令部は、歩兵第226連隊大隊長伊藤佐又が神戸のイギリス領事館襲撃を企てていることを探知した。この日から翌日にかけて憲兵隊が伊藤らを拘束し、事件は未然に阻止された。
- 大阪付近一般情勢。1939年（昭和14年）12月第1旬[8]
- 大阪付近一般情勢。1939年（昭和14年）12月第2旬[9]。
- 大阪付近一般情勢。1939年（昭和14年）12月第3旬[10]
- 大阪付近一般情勢。1940年（昭和15年）1月第1旬[11]
- 大阪付近一般情勢。1940年（昭和15年）1月第3旬[12]
- 大阪付近一般情勢。1940年（昭和15年）2月第1旬[13]
- 大阪付近一般情勢。1940年（昭和15年）4月第1旬[14]

## 人事

### 歴代司令官
中部防衛司令官
- 中島今朝吾 中将：1937年（昭和12年）8月2日 - 第16師団長の兼任[15]
- 蓮沼蕃 中将：1937年（昭和12年）8月26日 -
- 谷寿夫 中将：1937年（昭和12年）12月28日 -
- 園部和一郎 中将：1939年（昭和14年）8月1日 -
- 岩松義雄 中将：1940年（昭和15年）3月9日 - 8月1日

### 歴代参謀長
中部防衛参謀長
- 渡辺正夫 少将：1937年（昭和12年）8月2日 -
- 加藤怜三 少将：1938年（昭和13年）7月15日 -
- 青木成一 少将：1940年（昭和15年）3月15日 - 8月1日

### 各年の司令部構成
役職名の直後に「*」をつけたものは、兼任者である。

#### 1937年9月18日
1937年9月17日調整「中部防衛司令部職員表同編成表」による。
- 司令官　蓮沼蕃　中将
  - 参謀長　渡辺正夫　少将
    - 参謀　宮本清一　砲兵中佐
    - 参謀*　中村淳次　歩兵中佐
    - 副官　大野次郎　歩兵少佐
    - 司令部付　林毅木　工兵大尉
    - 主計*　川村雄次郎　主計大尉
    - 砲兵曹長1名
    - 主計軍曹または伍長1名
    - 判任文官2名
    - 判任文官要員たる雇員2名

#### 1938年7月1日現在
『職員録』による。
- 司令官　谷寿夫　中将
  - 参謀長　渡辺正夫　少将
    - 参謀　末藤知文　歩兵大佐
    - 参謀　古宮正次郎　歩兵中佐
    - 参謀　奥野一雄　砲兵大尉
    - 参謀*　平間寛次郎　歩兵大尉
    - 副官　江坂弘　歩兵中佐
    - 副官　内藤二三男　砲兵少佐
    - 部員　林毅木　工兵大尉
    - 司令部付*　岩本清　工兵少佐
    - 司令部付*　山本平三　憲兵少佐
    - 司令部付*　川村雄次郎　主計大尉
    - 森井清次　砲兵曹長
    - 山本正二　歩兵曹長
    - 下梶谷捨三　歩兵曹長
    - 高谷庄三　歩兵軍曹
    - 有馬大　電工曹長
    - 森宗勇　主計軍曹
    - 属　山中与一
    - 属　楠野藤三
    - 属　坂田祐正

#### 1939年1月20日現在
『職員録』による。
- 司令官　谷寿夫　中将
  - 参謀長　加藤怜三　少将
    - 参謀　末藤知文　歩兵大佐
    - 参謀　古宮正次郎　歩兵中佐
    - 参謀　奥野一雄　砲兵大尉
    - 参謀*　平間寛次郎　歩兵大尉
    - 副官　一宮基　歩兵中佐
    - 副官　内藤二三男　砲兵少佐
    - 部員　浅井友一　砲兵少佐
    - 部員　林毅木　工兵大尉
    - 司令部付　吉野栄一郎　少将
    - 司令物付　柴田真三朗　航空兵中佐
    - 司令部付　守田義輝　歩兵中佐
    - 司令部付*　大賀茂久次　工兵少佐
    - 司令部付*　小林耕蔵　憲兵少佐
    - 司令部付*　山中平三　憲兵少佐
    - 司令部付　石田正一　騎兵少佐
    - 司令部付　野田一　歩兵中尉
    - 司令部付　大森恒次郎　砲兵中尉
    - 司令部付*　川村雄次郎　主計大尉
    - 司令部付　谷口芳太郎　主計中尉

#### 1939年7月1日現在
『職員録』による。
- 司令官　谷寿夫　中将
  - 参謀長　加藤怜三　少将
    - 参謀　川口清健　歩兵大佐
    - 参謀　古宮正次郎　歩兵中佐
    - 参謀*　平間寛次郎　歩兵大尉
    - 参謀　梶原俊夫　砲兵大尉
    - 副官　一宮基　歩兵中佐
    - 副官　内藤二三男　砲兵少佐
    - 部員　浅井友一　砲兵少佐
    - 部員　林毅木　工兵少佐
    - 司令部付　吉野栄一郎　少将
    - 司令物付　柴田真三朗　航空兵中佐
    - 司令部付　守田義輝　歩兵中佐
    - 司令部付*　大賀茂久次　工兵少佐
    - 司令部付*　小林耕蔵　憲兵少佐
    - 司令部付*　山中平三　憲兵少佐
    - 司令部付　石田正一　騎兵少佐
    - 司令部付*　川村雄次郎　主計少佐
    - 司令部付　野田一　歩兵中尉
    - 司令部付　大森恒次郎　砲兵中尉
    - 司令部付　谷口芳太郎　主計中尉
    - 山本正二　歩兵曹長
    - 下梶谷捨三　歩兵曹長
    - 高谷庄三　歩兵曹長
    - 有馬大　電工曹長
    - 森宗勇　主計曹長
    - 土屋正富　砲兵軍曹
    - 属　山中与一
    - 属　奥田重治
    - 属　楠野藤三

#### 1940年2月1日
『職員録』による。
- 司令官　園部和一郎
  - 参謀長　加藤怜三　少将
    - 参謀　川口清健　歩兵大佐
    - 参謀　古宮正次郎　歩兵中佐
    - 参謀　笠原善修　歩兵少佐
    - 副官　一宮基　歩兵中佐
    - 副官　水野清　騎兵少佐
    - 部員　浅井友一　砲兵少佐
    - 部員　林毅木　工兵少佐
    - 司令部付　東栄晴　少将
    - 司令部付　吉野栄一郎　少将
    - 司令物付　柴田真三朗　航空兵大佐
    - 司令部付　守田義輝　歩兵中佐
    - 司令部付　大賀茂久次　工兵中佐
    - 司令部付*　山中平三　憲兵少佐
    - 司令部付*　菅井豊文　憲兵少佐
    - 司令部付　石田正一　騎兵少佐
    - 司令部付　谷口芳太郎　主計中尉
    - 司令部付　野田一　歩兵中尉
    - 司令部付　大森恒次郎　砲兵中尉
    - 司令部付　杉本美義　歩兵中尉